# Сыромятникова, Зинаида Николаевна
Зинаида Николаевна Сыромятникова (7 июля 1899 — 12 января 1978) — депутат Верховного Совета СССР III и IV созывов, врач-хирург, гинеколог, заслуженный врач РСФСР, педагог.

## Биография
Родилась в Нижнем Новгороде 25 июня (7 июля) 1899.
В 1916 году завершила обучение в гимназии, после чего на протяжении четырёх лет занимала должность учителя в школе посёлка Меленки Владимирской губернии.
В 1926 году завершила обучение на медицинском факультете Нижегородского государственного университета. Поступила на работу в должности заведующей амбулаторией в деревне Никитихе, в настоящее время городской округ город Шахунья.
С 1927 по 1930 годы работала хирургом Сормовской больницы им. Розы Люксембург в городе Нижний Новгород.
С 1930 по 1935 годы трудилась хирургом в городах Кольчугино Владимирской области и Канаш Чувашской АССР. С начала Великой Отечественной войны — ведущий хирург эвакогоспиталей.
С 1935 по 1974 годы — хирург, гинеколог, а с 1954 по 1965 годы — главный врач Ветлужской центральной районной больницы Горьковской области.
С 1950 по 1958 годы избиралась депутатом Верховного Совета СССР III и IV созывов.
Преподавала специальные дисциплины в Ветлужском медицинском училище.
Проживала в городе Ветлуге Нижегородской области. Умерла 12 января 1978 года.